# ليم جو يون
ليم جو إيون (هانغل: 임주은؛ من مواليد 7 يناير 1988) هي ممثلة من كوريا الجنوبية. اشتهرت من خلال أدوارها في مسلسلات الدراما الكورية التلفزيونية متل دراما الرعب الروح (المعروف أيضًا باسم هون) الدراما الموسيقية في الحرم الجامعي ما الأمر، الرومانسية المتوحشة ومسلسل الورثة لعام (2013).

## الأعمال الفنية

### المسلسلات
| سنة  | عنوان                       | الدور                | قناة                |
| ---- | --------------------------- | -------------------- | ------------------- |
| 2006 | Drama City "Pokhara"        |                      | كي بي إس 2          |
| 2007 | Merry Mary                  | لي آه مون            | إم بي سي            |
| 2009 | الروح                       | يون ها نا            | إم بي سي            |
| 2011 | (What's Up (TV series       | أو دو ري             | شبكة ماييل الإذاعية |
| 2012 | Wild Romance                | كيم دونغ آه          | كي بي إس 2          |
| 2012 | Arang and the Magistrate    | مو يون (ظهور خاص)    | إم بي سي            |
| 2013 | الورثة                      | جيون هيون جو         | إس بي إس            |
| 2014 | الأمبراطورة كي ‏             | Bayan Khutugh        | إم بي سي            |
| 2014 | حب لا نهاية له ‏             | كيونغ هوا (ظهور خاص) | SBS                 |
| 2016 | عاشق بلا قيود               | يون جيونغ اون        | كي بي إس            |
| 2017 | لص سيئ، لص جيد [الإنجليزية] | يون هوا يونغ         | إم بي سي            |
| 2021 | Lie After Lie               | اون سي مي            | قناة أ              |

### الأفلام
| سنة  | عنوان                  | الدور    | ملاحظات   |
| ---- | ---------------------- | -------- | --------- |
| 2005 | Wuthering Heights      |          |           |
| 2006 | Baek Rim               |          | فيلم قصير |
| 2007 | A Nymph of a Lamp      | سو جونغ  |           |
| 2007 | Are You Crazy or Not?! | لي جي-هي |           |
| 2015 | Don't Forget Me        | بو يونغ  |           |

### برامج متنوعة
| سنة  | عنوان                                   | قناة     | ملاحظات                                                           |
| ---- | --------------------------------------- | -------- | ----------------------------------------------------------------- |
| 2006 | King Saturday "Youth Investigates Life" | إم بي سي |                                                                   |
| 2017 | Living Together in Empty Room           | إم بي سي | مع بيست (فرقة كورية جنوبية)'s Yoon Doo-joon ودين دين (الحلقة 20–) |

### فيديو كليبات
| سنة  | الأغنية              | الفنان            |
| ---- | -------------------- | ----------------- |
| 2009 | "Ghost"              | يانغ با           |
| 2009 | "Lies (Ballad ver.)" | تي آرا            |
| 2010 | "Can't Forget"       | كم جونغ غك (مغني) |
| 2012 | "Day by Day 2012"    | As One            |
| 2014 | "You You You"        | فلاي تو ذا سكاي   |

## جوائز وترشيحات
| سنة  | جوائز                             | فئة               | العمل المرشح       | النتيجة |
| ---- | --------------------------------- | ----------------- | ------------------ | ------- |
| 2004 | KTF Bigi Big Nationwide Auditions | الميدالية الذهبية | No                 | فوز     |
| 2009 | جوائز إم بي سي للدراما            | أفضل ممثلة جديدة  | الروح (مسلسل كوري) | فوز     |

## روابط خارجية
- ليم جو يون على موقع IMDb (الإنجليزية)